# Gerald Halpin
Gerald Alexander Halpin (* 30. Dezember 1899 in Rookwood; † 9. Juni 1944 in Glebe) war ein australischer Bahnradsportler.

## Leben
1920 wurde Gerald Halpin australischer Meister über die Viertelmeile. Vor der Meisterschaft, mit der er sich für die australische Olympiamannschaft qualifizierte, hatte sich Halpin bei einem Sturz beide Handgelenke gebrochen, so dass er mit Ledermanschetten zum Rennen antrat.
Bei den Bahn-Weltmeisterschaften 1920  in Antwerpen belegte Halpin Rang drei im Sprint der Amateure. Drei Tage später startete er bei den Olympischen Spielen, ebenfalls in Antwerpen, und wurde Achter im Sprint.
Halpin galt zudem als ein hervorragender Pianist.